# Der Babadook
Der Babadook (Originaltitel: The Babadook) ist ein australischer Horrorfilm der Regisseurin Jennifer Kent aus dem Jahr 2014. Seine Premiere hatte der Film am 17. Januar 2014 beim Sundance Film Festival. In Australien startete er am 22. Mai 2014 in den Kinos, in Deutschland am 7. Mai 2015. Verleihfirma ist Capelight Pictures.

## Handlung
Die alleinerziehende Mutter und frühere Kinderbuchautorin Amelia Vanek arbeitet als Altenpflegerin. Sie hat den sechs Jahre zurückliegenden Tod ihres Mannes Oskar noch immer nicht überwunden. Dieser starb am Tag der Geburt ihres gemeinsamen Sohnes Samuel bei einem Verkehrsunfall, als er Amelia ins Krankenhaus bringen wollte. Dieses Trauma reißt sie hin und her: zum einen liebt sie ihren Sohn, zum anderen macht sie ihn für den Tod seines Vaters mitverantwortlich. Daher kann sie seine körperliche Nähe nur bis zu einem gewissen Grad ertragen. Samuel, inzwischen sechs Jahre alt, gilt in seiner gesamten Umgebung als Sonderling und bereitet ihr Sorgen: er ist hyperaktiv und spricht immer aus, was er gerade denkt. Auch seine qualvollen Albträume von einem Monster, das ihn und seine Mutter vorgeblich umbringen will, beunruhigen sie.
Aufgrund seiner beängstigenden Träume und daraus resultierenden Insomnie baut Samuel sich Waffen, die nicht nur funktionstüchtig, sondern auch noch hochgefährlich sind. Als er wieder einmal eine solche Waffe mit in die Schule nimmt, kommt es zum Eklat und Amelia muss Samuel von der Schule nehmen. Zu Hause findet sie ein ihr unbekanntes Aufklapp-Bilderbuch mit einer alten Schauergeschichte, die den Titel „Mister Babadook“ trägt. Dieser „Babadook“ erscheint dort als hochgewachsene, pechschwarze Gestalt mit weißer Grimasse und schwarzem Zylinderhut. Das Buch kündigt in bösen Reimen an, dass der Babadook zu Besuch komme und man ihn dann nicht mehr loswerde. Und wenn man seine Existenz verleugnet, werde er nur noch stärker und bösartiger.
Nach und nach geschehen unheimliche Dinge in dem Haus: Türen scheinen sich von selbst zu öffnen und zu schließen, Geräusche sind zu hören und Mutter wie Sohn werden von Visionen geplagt. Samuel betont immer wieder, es sei der Babadook, aber er werde seine Mutter beschützen. Diese wiederum glaubt immer mehr an eine psychische Erkrankung ihres Sohnes. Ihr Eindruck verstärkt sich, als Samuel auf dem Kindergeburtstag, zu dem ihre Schwester eingeladen hat, seiner Cousine Ruby im Streit die Nase bricht, weil diese ihn mit dem Tod des Vaters aufgezogen hat. Auf dem Heimweg im Auto erleidet Samuel einen Krampf- und Schreianfall, durch den Amelia einen Unfall baut. Sie vertraut sich einem Kinderarzt an und bekommt für ihren Sohn Schlafmittel verschrieben.
Diese führen jedoch zu keiner Linderung, sondern verschlimmern seine Visionen. Langsam glaubt Amelia ihrem Sohn und will das Buch loswerden, doch es gelingt ihr nicht: Egal, ob sie es zerreißt, verbrennt oder sonst wie zu vernichten versucht – es kehrt immer wieder intakt zurück. Schlimmer noch: in gehässigen Reimen droht das Buch geradezu damit, dass der Babadook nun nicht mehr ablassen werde, bis Mutter und Kind „endlich“ tot seien. Nach und nach treiben die Erscheinungen und Geschehnisse Amelia in den Wahnsinn. In ihrer Fantasie sieht sie sich wieder vereint mit ihrem toten Ehemann, wenn sie Samuel tötet. Sie versucht, gegen ihren nervlichen wie geistigen Verfall anzukämpfen, was ihr aber nur die letzten Kräfte raubt. Samuel nimmt den Kampf mit seiner Mutter auf, nachdem sie ihm gegenüber immer aggressiver und hysterischer wird. Er ist überzeugt, dass der Babadook von ihr Besitz ergriffen hat und sie deshalb nicht mehr Herrin ihrer Sinne ist. Es gelingt ihm, zu ihrem wahren Ich durchzudringen. Gemeinsam schaffen sie es, den Babadook quasi aus dem Körper der Mutter zu entfernen und im Keller des Hauses einzusperren, wo sie ihn von nun an gefangen halten.
Samuel und Amelia haben sich durch das Erlebte neu gefunden und können auch mit dem Trauma um den Tod des Ehemanns und Vaters abschließen. In einer unheimlichen, aber deutungsvollen Abschlussszene stellt Amelia dem Babadook eine Schüssel voller Regenwürmer hin, bevor sie überraschend unbekümmert zu Samuels siebter Geburtstagsfeier zurückkehrt.

## Rezeption
Von den bei Rotten Tomatoes aufgeführten Kritiken sind 98 Prozent positiv bei einer durchschnittlichen Bewertung mit 8,2 von 10 möglichen Punkten.
Die internationale Kritik war überwiegend positiv. Bereits bei seiner Premiere beim Sundance Festival erhielt der Film viel Lob. William Friedkin (Der Exorzist) etwa twitterte, er „habe nie einen gruseligeren Film gesehen als ‚Der Babadook‘“. Daniel Kothenschulte kam in der Frankfurter Rundschau zu dem Schluss, dass dieser Thriller „derart unter die Haut“ gehe, liege „allein an der Einfühlsamkeit, mit der die Filmemacherin in die fragile Mutter-Kind-Beziehung eintaucht. Was sie interessiert, der Schrecken, den sie mit uns teilt, ist nicht der schwarze Mann, so stilvoll-gespenstisch er auch in seiner Bilderbuch-Darstellung gelungen ist. Es ist der Einsturz des intimsten aller Schutzräume – der kindlichen Geborgenheit“.
Cinema schrieb, das Werk sei ein „beklemmender, psychologisch tiefgründiger und grandios gespielter Spukhaus-Thriller“.
Auch bei Preisverleihungen erhielt der Film Beachtung, so wurde er insgesamt 52-mal für eine Auszeichnung nominiert und 40-mal prämiert. Unter den Verleihungen befinden sich unter anderem der AACTA Award (A: „Bester Film“, „Beste Regie“ und „Bestes Drehbuch“; N: „Beste Hauptdarstellerin“ und „Bester Schnitt“), der Saturn Award (N: „Bester Horrorfilm“, „Beste Hauptdarstellerin“ und „Bester Nachwuchsschauspieler“) sowie der Critics’ Choice Movie Award (N: „Bester Horrorfilm“ und „Bester Jungdarsteller“).
Zum Ende des Jahres 2016 wurde der Film kurzzeitig auf Netflix fälschlicherweise als LGBT-Film kategorisiert und der Charakter des Babadooks in Internet-Memes als Schwulensymbol auf Tumblr und anderen Social-Media-Seiten rezipiert.

## Hintergrund
Der Spielfilm geht zurück auf einen Kurzfilm der Regisseurin aus dem Jahr 2005 mit dem Titel Monster. Dies war neben einer Folge für die Fernsehserie Two Twisted ihre erste Regiearbeit. Kent sagte von dem Kurzfilm: „It is a baby Babadook if you like!“ Die Mittel für den Spielfilm kamen zum Teil durch Crowdfunding zusammen.